# Droga wojewódzka 382
Die Droga wojewódzka 382 (DW 382) ist eine 144 Kilometer lange Droga wojewódzka (Woiwodschaftsstraße) in der polnischen Woiwodschaft Großpolen und der Woiwodschaft Niederschlesien, die die Staatsgrenze bei Paczków über Ząbkowice Śląskie (Droga krajowa 8) mit Stanowice bei Strzegom verbindet.
Sie liegt im Powiat Tucholski, im Powiat Sępoleński, im Powiat Wągrowiecki und im Powiat Obornicki.

## Straßenverlauf
-  Grenzübergang im Schengener Abkommen (Tschechien)

Woiwodschaft Opole, Powiat Nyski, Gmina Paczków
-  Paczków (Patschkau) (DK 46)

Woiwodschaft Niederschlesien, Powiat Ząbkowicki, Gmina Kamieniec Ząbkowicki
-  Chałupki (Neuhaus) (DW 395)
-  Kamieniec Ząbkowicki (Kamenz) (DW 390)

Woiwodschaft Niederschlesien, Powiat Ząbkowicki, Gmina Ząbkowice Śląskie
-  Ząbkowice Śląskie (Frankenstein) (DK 8, E 67)
-  Ząbkowice Śląskie (Frankenstein) (DW 385)

Woiwodschaft Niederschlesien, Powiat Dzierżoniowski, Gmina Dzierżoniów
-  Dzierżoniów (Reichenbach im Eulengebirge) (DW 384)
-  Dzierżoniów (Reichenbach im Eulengebirge) (DW 383)

Woiwodschaft Niederschlesien, Powiat Świdnicki, Gmina Strzegom
-  Świdnica (Schweidnitz) (DW 379)
-  Świdnica (Schweidnitz) (DK 35)
-  Stanowice (Stanowitz) (DW 374)